# Cónclave de mayo de 1605
En el cónclave papal de mayo de 1605, celebrado del 8 al 16 de mayo de 1605, el cardenal Camillo Borghese fue elegido sucesor de León XI como papa. Borghese adoptó el nombre de Pablo V. Este fue el segundo cónclave de 1605, ya que el que había elegido a León XI había concluido tan solo 37 días antes. Es significativo por ser el único caso registrado de una lesión en un cónclave papal, resultado de una pelea a muerte entre los cardenales sobre quién debía ser elegido papa.

## Contexto
El papa Clemente VIII falleció en marzo de 1605. Los 60 cardenales electores que se reunieron en el cónclave para elegir a su sucesor se dividieron en varias facciones, divididas aproximadamente a partes iguales entre la lealtad a Francia y a España. Además de la política secular que influyó en estas elecciones papales, durante este período se caracterizaron por una estrategia de las familias de la élite para adquirir prestigio y poder. Estas estrategias a menudo se desarrollaban a lo largo de varias generaciones mediante el patrocinio y la acumulación de riqueza, y la concesión de favores a los familiares una vez que se preveía la elección de un individuo al papado.
Fuentes de la época del cónclave de marzo de 1605 enumeraron hasta veintiún candidatos posibles considerados por los cardenales, pero los únicos que se discutieron seriamente durante el cónclave fueron César Baronio y Alessandro Ottaviano de Médici. Ese cónclave vio a España vetar a César Baronio después de la primera votación. Médici, el candidato que finalmente fue elegido, también fue vetado por el cardenal que representaba a España, pero esto ocurrió después de la elección de León XI, y los cardenales no consideraron válido el veto. El cónclave de marzo había visto a las facciones rivales de Aldobrandini y Montalto incapaces de elegir a un miembro de cualquiera de sus familias para el papado; ambas finalmente acordaron elegir a León, un miembro de la rama menor de los Médici.
León tenía 70 años al momento de su elección y, aunque previamente gozaba de buena salud, enfermó el día de su coronación. Falleció el 27 de abril de 1605, 26 días después de su elección al papado. Durante su enfermedad, se le había animado a nombrar a un sobrino cardenal, pero se negó.

## Cónclave
Además de León, otro cardenal había fallecido, lo que redujo el número de cardenales electores en el cónclave de mayo a 59. Al comienzo del cónclave, Alessandro Peretti di Montalto apoyó a Antonio Sauli. Un número significativo de electores leales a Pietro Aldobrandini, sobrino del papa Clemente VIII, estaban dispuestos a apoyar a Sauli. Sin embargo, Aldobrandini se opuso a la elección de Sauli debido a su oposición previa a la elección de Clemente, y logró impedir que Sauli alcanzara la mayoría de dos tercios requerida para la elección.
Aldobrandini intentó apoyar a Roberto Belarmino para el papado, pero Belarmino afirmó que no haría nada para favorecer su propia elección. Anselmo Marzato se opuso a Bellarmino y logró socavar su candidatura debido a su postura pública sobre la controversia De Auxilliis. Belarmino fue finalmente vetado por España, lo que puso fin a su candidatura. Aldobrandini también promovió la elección de Domenico Toschi, llegando incluso a conseguir que 38 electores lo llevaran a la Capilla Paulina para ser aclamado papa. César Baronio, sin embargo, se opuso a la elección de Toschi y se manifestó en contra, lo que provocó que sus amigos insistieran en su elección como papa. Thomas Hobbes informó posteriormente que la oposición de Baronio a Toschi se basaba en el uso frecuente por parte de Toschi de la palabra «cazzo», que en la jerga lombarda significa «pene», y que instó a los cardenales a no elegirlo por esta razón. Esto desencadenó un altercado físico entre ambos bandos, que se escuchó en las calles fuera del cónclave. La pelea resultó en el único caso conocido de lesión grave sufrida en un cónclave: Alfonso Visconti sufrió varias fracturas de huesos.

## Elección de Pablo V
Tras la interrupción, se llevó a cabo una votación y quedó claro que Toschi carecía del apoyo necesario para la elección por dos votos. Los líderes de las facciones rivales se reunieron para seleccionar un candidato de consenso, y Camillo Borghese fue elegido papa por unanimidad ese mismo día. Borghese había estado entre los papables en el cónclave que eligió a León XI, pero se le consideraba demasiado joven en aquel momento para ser papa. En el cónclave de mayo, los electores tuvieron claro que él sería el único candidato aceptable para todas las facciones, y fue elegido como candidato de consenso, adoptando el nombre de Pablo V.
Como cardenal, Pablo había mantenido previamente la neutralidad entre las grandes potencias de España y Francia, que habían dominado el cónclave anterior y también estaban presentes en el actual. Si bien había sido enviado papal a España y recibía una pensión de ellos, su cardenalato se mantuvo en un perfil bajo y se le percibía como neutral. A sus 54 años, Pablo era joven al momento de su elección, y se preveía un papado prolongado, que no requeriría un tercer cónclave pronto. Vivió hasta 1621, reinando casi 16 años.